# Sport in Kirgisistan
Der Sport in Kirgisistan ist durch eine Mischung traditioneller Sportarten aus der Geschichte der Kirgisen und moderner Sportarten, die sich in dem zentralasiatischem Land wachsender Beliebtheit erfreuen, gekennzeichnet.
Nach der Unabhängigkeit 1991 trat Kirgisistan auch im Sport unabhängig von der Sowjetunion auf. Ein Nationales Olympisches Komitee wurde 1991 gegründet und 1993 von dem IOC aufgenommen. Seit 1994 in Lillehammer nahm Kirgisistan an allen Winterspielen teil, bislang aber ohne Medaille. Bei Sommerspielen ist Kirgisistan seit Atlanta 1996 ständig vertreten und konnte bislang drei Silber- und vier Bronzemedaillen gewinnen.

## Traditionelle Sportarten

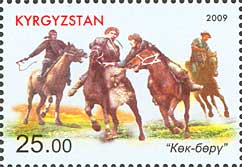
Briefmarke zu Ehren des Nationalsports Kok-boru

Die traditionellen Sportarten in Kirgisistan sind als Tradition der kirgisischen Stämme, in denen das Pferd eine wichtige Rolle spielt, bis heute beliebt. International finden diese Sportarten kaum Beachtung. Eine wichtige Bühne für die traditionellen Sportarten der Nomaden sind die Weltnomadenspiele, bei denen 2016 Athleten aus 40 Ländern in Kirgisistan den Traditionssportarten des Landes und der Region Zentralasien nachgingen.
Beim Spiel Tyjin Emei versucht ein Reiter, vom Pferd bei vollem Galopp eine Münze aufzuheben.

### Kok-boru
Kok-boru ist der Nationalsport in Kirgisistan und gleicht teilweise dem Polo. Zwei Mannschaften aus Reitern versuchen dabei den Leib einer toten Ziege in das gegnerische Feld zu bringen. Als Spielfeld dienen häufig weitläufige Steppenlandschaften, Regeln gibt es kaum, dementsprechend hart geht es bei dem Spiel zu. Die teilweise sehr lange dauernden Spiele werden auch in kleineren Dörfern traditionell am Wochenende und zu besonderen Anlässen ausgetragen.

### Oodarysh
Oodarysh ist eine weitere Traditionssportart in Kirgisistan, die auch bei den Weltnomadenspielen ausgetragen wird. Dabei handelt es sich um eine Form des Ringens, die im Sattel stattfindet. Ein Duell dauert zehn Minuten, Gewinner ist derjenige, dem es gelingt seinen Gegner vom Pferd zu stoßen. Oodarysh zählt insbesondere in ländlichen Gebieten zu den beliebtesten Sportarten.

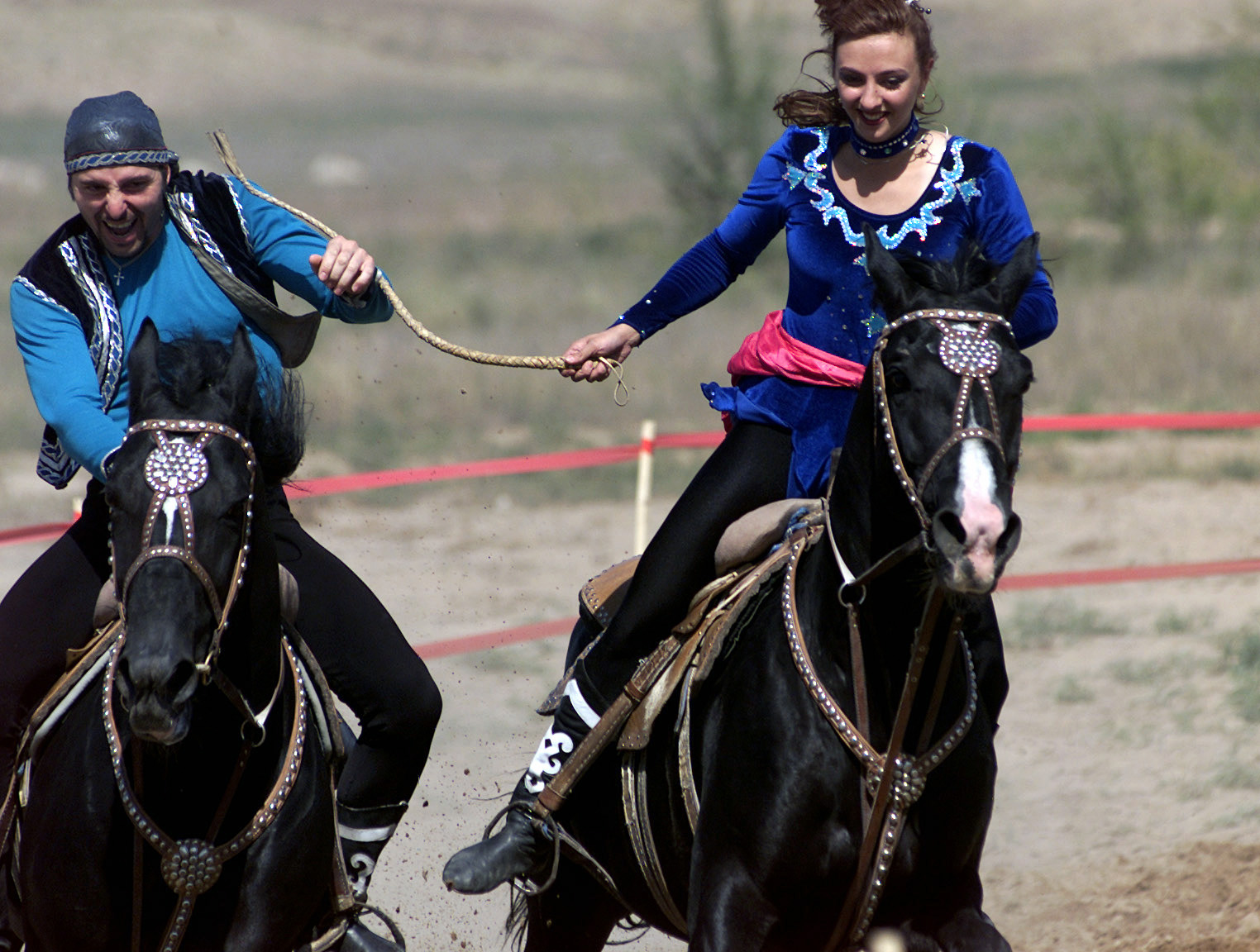
Szene aus dem Spiel Kyz kuu

### Kyz kuu
Ein weiteres Reitspiel der Kirgisen ist Kyz kuu, bei dem eine Frau und ein Mann gegeneinander antreten und sich gegenseitig im Galopp jagen. Erst versucht der Mann die Frau einzuholen, er gewinnt, wenn es ihm gelingt, die Frau zu küssen. Nach einer Wende ist die Frau die Jägerin und gewinnt, wenn sie den Mann mit einer Reitpeitsche berührt.

### At Tschabysch
Das Spiel At Tschabysch ist ein Langstreckenrennen, bei dem die Ausdauer der Pferde über bis zu 50 Kilometer auf die Probe gestellt wird. Tschingis Aitmatow beschrieb das Spiel in seinem Buch Abschied von Gulsary. Das Werk wurde verfilmt.

## Mannschaftssportarten
Die weltweit verbreiteten Mannschaftssportarten erfreuen sich auch in Kirgisistan wachsender Beliebtheit.

### Fußball

Wappen des Rekordmeisters Dordoi Bischkek

Logo des kirgisischen Fußballverbandes

1992 wurde der kirgisische Fußballverband gegründet. Das größte Stadion des Landes ist das Dolen-Omurzakov-Stadion in Bischkek, in dem auch die Spiele der kirgisischen Herrennationalmannschaft ausgetragen werden. Mit der Top Liga gibt es eine nationale Fußballliga, in der Klubs aus den großen Städten Bischkek und Osch dominieren. Rekordmeister ist FK Dordoi Bischkek. Auch bei den Spielen des Kyrgyzstan Cups dominieren Alga Bischkek und Dordoi Bischkek.
Die kirgisische Fußballnationalmannschaft, die den Spitznamen die weißen Falken trägt, belegt in der FIFA-Weltrangliste den 95. Platz und hat sich noch nie für einer Weltmeisterschaft qualifiziert. Die Asienmeisterschaft 2019, für die sich die Nationalelf erstmals qualifizieren konnte, verlief für Kirgistan mit dem Einzug ins Achtelfinale durchaus erfolgreich, dort verlor man erst in der Verlängerung mit 3:2 gegen den späteren Halbfinalisten Vereinigte Arabische Emirate. 2023 trug Kirgisistan zusammen mit Usbekistan die erste Fußball-Zentralasienmeisterschaft aus.

### Eishockey
Eine weitere populäre Mannschaftssportart in Kirgisistan ist Eishockey. Dementsprechend entwickelte sich auch die kirgisische Eishockeynationalmannschaft positiv. Bei den Winter-Asienspielen 2011 konnte Kirgisistan in der zweiten Spielklasse alle Partien gewinnen, Höhepunkt war ein 23:2 gegen die Auswahl der Philippinen. Im Jahr 2019 nahm das Land erstmals an der IIHF-Weltmeisterschaft teil und blieb sportlich ungeschlagen. Die Kirgisische Eishockeyliga ist die höchste nationale Eishockey-Spielklasse des Landes.

### Rugby Union
Kirgisistan ist ein assoziiertes Mitglied des Rugby-Weltverbands. Rugby Union wird bisher vornehmlich an Universitäten und beim Militär praktiziert. Allerdings ist ein Programm an Schulen geplant und in Bischkek wurde eine Rugbyakademie gegründet. Da der Sport vom IOC nicht anerkannt wird, hat die Regierung den Sport aber noch kaum gefördert.

## Einzelsportarten
In Einzelsportarten konnte Kirgisistan bislang die einzigen olympischen Medaillen erringen.

### Ringen
Besonders erfolgreich sind kirgisische Athleten im Ringen, wo sie teilweise zur Weltspitze gehören. Bei den Olympischen Sommerspielen 2008 konnten die kirgisischen Ringer Ruslan Tiumenbaev und Kanatbek Begaliev in ihren Gewichtsklassen im griechisch-römischen Stil die Silbermedaille gewinnen. Der Erfolg kirgisischer Athleten ist auch damit zu erklären, dass Ringen den traditionellen Sportarten des Landes am ähnlichsten ist.

### Judo
Kirgisische Athleten sind in zahlreichen Kampfsportarten konkurrenzfähig, Athleten aus dem Land traten bereits im Boxen, Taekwondo und insbesondere im Judo an. Im Extra-Leichtgewicht konnte der kirgisische Judoka Aidin Smagulov Bronze gewinnen.

### Radsport
Kirgisistan gilt als ein wundervolles Land für Radfahrer und kann auf Grund der teils bergigen Landschaft auch anspruchsvolle Strecken bieten. Mit dem Silk Road Mountain Race findet jährlich ein überaus anspruchsvolles Rennen in Kirgisistan statt, bei dem ein internationales Teilnehmerfeld an den Start geht.

### Billard
In der Billardvariante Russisches Billard gehört Kirgisistan zu den erfolgreichsten Nationen. Viermal wurde ein Kirgise Weltmeister, davon dreimal der Rekordweltmeister Kanybek Sagynbajew und einmal Dastan Lepschakow. Darüber hinaus gewannen Kanat Sydykow und Asis Madaminow jeweils zweimal die Bronzemedaille. Auch der dreifache Weltmeister Qanybek Saghyndyqow stammt aus Kirgisistan, er trat jedoch für Kasachstan an.
2005 gewann Kirgisistan bei der Mannschaftsweltmeisterschaft die Bronzemedaille.
Mehrere Billard-Weltmeisterschaften fanden in Kirgisistan statt: Die Dynamische-Pyramide-Weltmeisterschaft 2016 und die Kombinierte-Pyramide-Weltmeisterschaft 2012 in Bischkek und die Kombinierte-Pyramide-Weltmeisterschaft 2014 und die Freie-Pyramide-Weltmeisterschaft 2019 in Tscholponata.

## E-Sport
Kirgisistan ist Platz 68 im weltweiten E-Sport-Ranking. Am erfolgreichsten ist es in der Disziplin Dota 2.
2015 nahm zum ersten Mal die kirgisische E-Sports-Nationalmannschaft der Sparte Counter-Strike: Global Offensive an „The World Championships“ teil. Im Jahr 2023 konnte die Kirgisische E-Sport Nationalmannschaft der Frauen die Zentralasiatischen E-Sport-Meisterschaften gewinnen.
Der E-Sport-Verband hat seine Teilnahme an der Qualifikation zu den Weltmeisterschaften in den folgenden Disziplinen angekündigt:
- CS:GO
- DOTA2
- Tekken 7
- eFootball PES 2020

## Inklusion
Special Olympics Kirgisistan wurde 1991 gegründet und nahm mehrmals an Special Olympics Weltspielen teil. Der Verband hat seine Teilnahme an den Special Olympics World Summer Games 2023 in Berlin angekündigt. Die Delegation wird vor den Spielen im Rahmen des Host Town Programs von Landkreis Hersfeld-Rotenburg betreut.